# رابرت (عروسک)

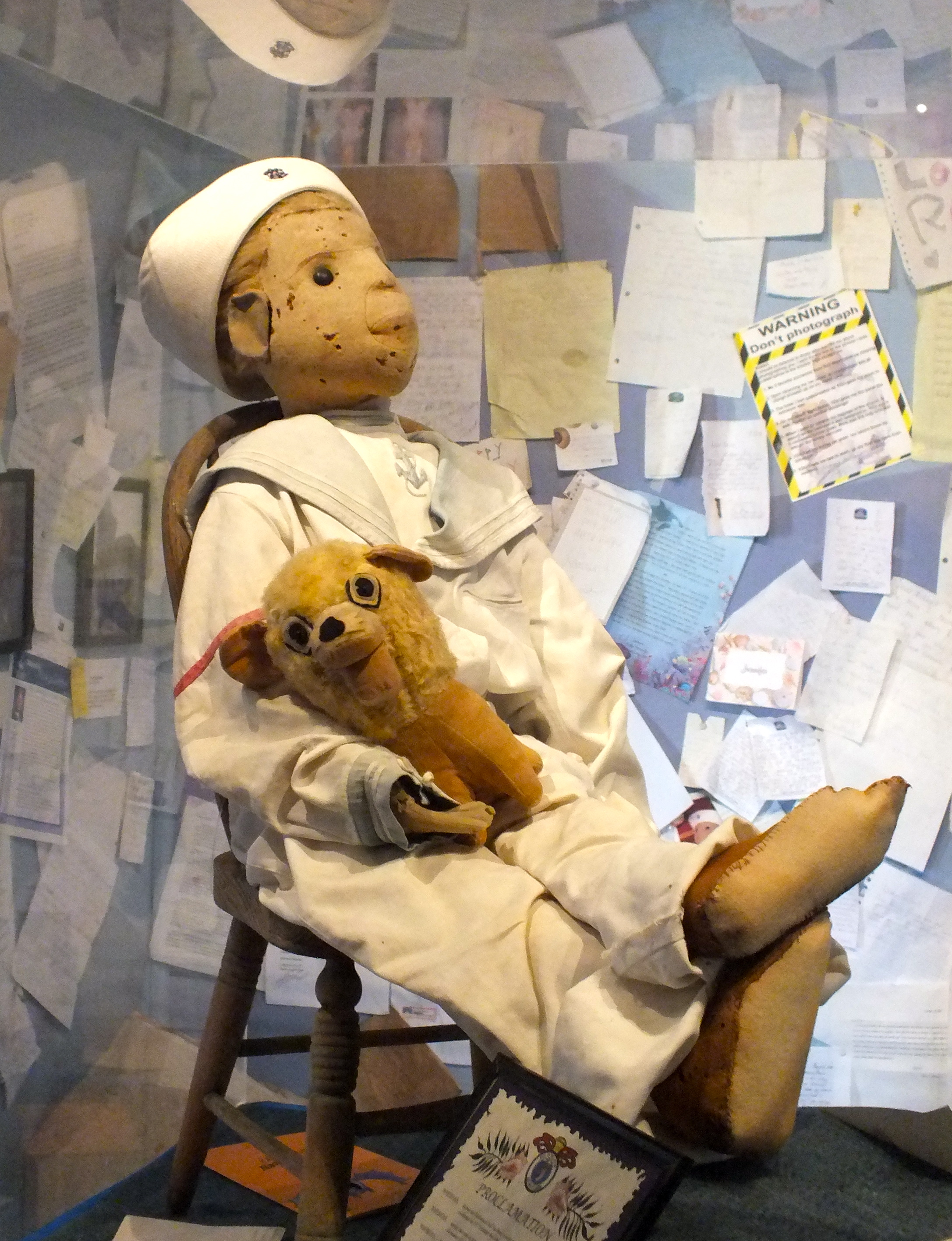
عروسک رابرت

رابرت یا رابرت، عروسک تسخیرشده (به انگلیسی: Robert the haunted doll) عروسکی است که زمانی یک نقاش و نویسنده آمریکایی به نام رابرت یوجین اتو اهل جزیره کی وست فلوریدا صاحب آن بود.
به باور برخی این عروسک که شبیه ملوانان آمریکایی اوایل قرن بیستم ساخته شده «توسط نیروهای شیطانی ماوراءالطبیعه تسخیر شده بود و گاهی از جلوی دیدگان ناپدید شده و گاه به شکل آتش در می‌آید.»رابرت پس از عروسک انابل تسخیر شده ترین عروسک تاریخ است.

## راجع به این عروسک
رابرت این عروسک را در سال ۱۹۰۶ از یک خدمتکار باهامایی که خود را شعبده‌باز جادوی سیاه می‌دانست به عنوان هدیه گرفت. اما پس از چند روز خانواده یوجین مدعی مشاهده موارد عجیبی در مورد این عروسک شدند. پدر و مادر رابرت می‌گفتند بعضی وقت‌ها که رابرت هنگام بازی با عروسکش حرف می‌زد، عروسک جواب او را می‌داد! در ابتدا تصور می‌کردند که این خود رابرت است که صدای خود را تغییر می‌دهد، اما اینگونه نبود و عروسک حرف می‌زد.
پس از آن شاهد موارد عجیب تری شدند که همسایه‌ها قسم می‌خوردند هنگامی که کسی خانه نبوده عروسک را بارها دیده‌اند که پشت پنجره‌های اتاق ایستاده‌است. بعدها خود خانواده یوجین چندین بار صدای خنده‌هایی مرموز را از عروسک شنیدند و همچنین در لحظاتی بسیار کوتاه شاهد بودند عروسک در خانه راه می‌رفت
در یکی از شبها پدر و مادر رابرت صدای جیغ او را می‌شنوند و به سرعت به اتاقش می‌روند، در حالی که مبلمان اتاق به هم ریخته و رابرت از ترس صورتش سفید شده بود، از او می‌پرسند چه اتفاقی افتاد، رابرت پاسخ می‌دهد: «کار عروسکم بود.» پس از آن میهمان‌های خانوادهٔ یوجین قسم می‌خوردند احساسات چهره و چشمان این عروسک تغییر می‌کرده.
رابرت در سال ۱۹۷۴ درگذشت اما عروسک او در زیرزمین خانه ماند و خانه مجدداً به خانواده دیگری که یک دختر ۱۰ ساله داشتند فروخته شد. چندی نگذشت که دخترک شب‌ها با جیغ و فریاد بیدار می‌شد و مدعی بود که عروسکی در خانه به دنبال اوست و گفته قصد کشتنش را دارد. این زن حتی هنوز در مصاحبه‌های خود می‌گوید هنوز باور دارم که این عروسک به دنبال من است. در اکتبر همان سال عروسک به موزه قدیمی اداره پست و خانه آداب و رسوم (کی وست، فلوریدا) فرستاده شد؛ که کارمندان موزه هم پس از آن ادعاهای عجیبی در مورد این عروسک کرده‌اند. این عروسک بعدها به نام خود رابرت معروف شد.
امروزه عروسک رابرت در این موزه در یک کمد شیشه‌ای نگهداری می‌شود که کنار آن نوشته شده «به هیچ وجه لمس نشود» و در حالی که عکسبرداری در موزه برای عموم آزاد است: تابلوی دیگری در کنار این عروسک است که نوشته شده: «هشدار، طبق باور قدیمی ابتدا قبل از عکاسی باید مودبانه از عروسک اجازه گرفته شود، اگر سرش را تکان داد اکیداً عکس نگیرید، عواقب بدی دارد.»
همچنین کسانی که نمیتوانند رابرت را حضوری ببینند، میتوانند برای رابرت ایمیل ارسال کنند؛ایمیل ها توسط منشی او بررسی و به او گفته می شود.
گفته می‌شود این عروسک، روح را پس از مرگ می‌گیرد و تا هر زمان عروسک صاحب جدیدی پیدا نکند، روح صاحب قبلی درون بدن عروسک است (تا زمانی که صاحب جدید عروسک به هر دلیلی بمیرد). 